# Kæreste (film)
Kæreste (russisk: Любимая девушка) er en sovjetisk film fra 1940 af Ivan Pyrjev.

## Medvirkende
- Marina Ladynina som Varja Lugina
- Vsevolod Sanajev som Vasilij Dobryakov
- Leonid Kmit som Viktor Simakov
- Aleksandr Zrazjevskij som Semjon Dementjevitj
- Marija Jarotskaja som Jevdikija Petrovna